# Голобрюхий ёж
Голобрю́хий ёж (лат. Paraechinus nudiventris) — редкий, возможно, исчезнувший вид ежей индийского субконтинента. Описание данного вида было составлено на основе лишь нескольких встреч на юге Индии — в городах Ченнаи (столица штата Тамилнад) и Траванкор (штат Керала). При этом одни зоологи выделяют голобрюхого ежа в отдельный вид, в то время как другие считают его исчезнувшим подвидом индийского ежа (Hemiechinus micropus).